# Старі Горяші
Старі Горяші́ (рос. Старые Горяши, ерз. Старые Горяши) — село у складі Краснослободського району Мордовії, Росія. Адміністративний центр Старогоряшинського сільського поселення.
Населення — 901 особа (2010; 865 у 2002).
Національний склад (станом на 2002 рік):
- росіяни — 87 %